# Dannebrogorden

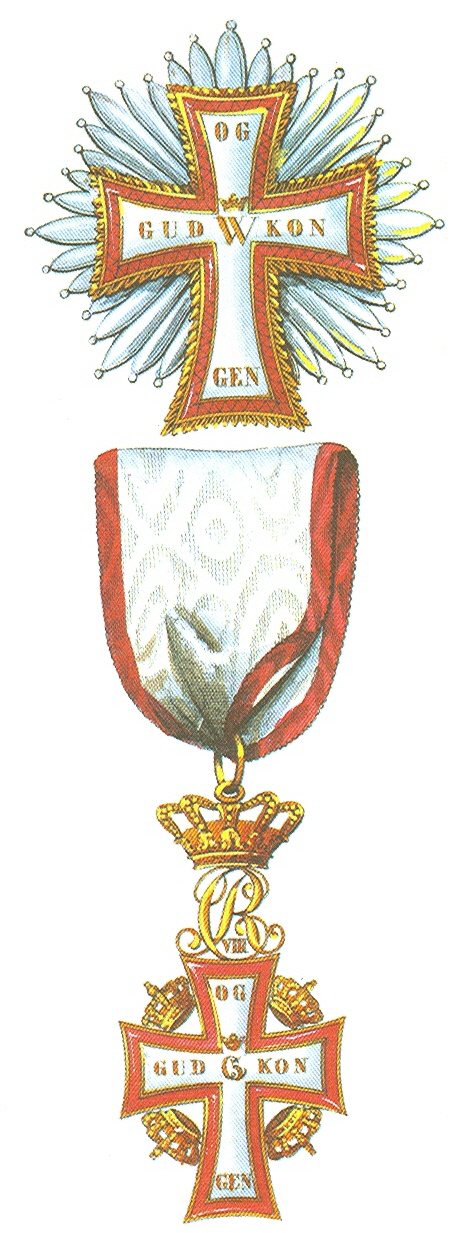
Bruststern und Kreuz des Dannebrogordens

Der Dannebrogorden (früher auch Danebrogorden geschrieben, dänisch Dannebrogordenen) ist ein dänischer Verdienstorden, der an treue Diener des dänischen Staates für zivile und militärische Dienste, für besondere Verdienste in der Kunst, in den Wissenschaften oder im Wirtschaftsleben oder für sonstige Verdienste um dänische Interessen verliehen wird.
In älterer Zeit wurden Ritter des Dannebrogordens auch als Weiße Ritter (dänisch Hvide Rittere), wie es im Dänischen weiterhin gebräuchlich ist, bezeichnet.

## Geschichte
Der Orden vom Dannebrog soll der Sage nach schon von König Waldemar II. im Jahre 1219 gestiftet worden sein. Es heißt, dass die Stiftung im Zusammenhang mit den Kämpfen gegen die heidnischen Esten erfolgt sei. Der Name geht auf den Namen der Flagge Dänemarks Dannebrog zurück, die ebenfalls bei diesem Kampf entstanden sein soll.
König Christian V. stiftete („erneuerte“) den Orden anlässlich der Geburt seines Sohnes, des späteren Königs Friedrich IV., im Jahr 1671. König Christian V. gab dem Orden 1693 ein Statut. Die erste Person, die schon zuvor, am 2. Juli 1671, mit dem neuen Orden ausgezeichnet worden war, war der braunschweig-lüneburgische Geheimrat und Kammerpräsident Georg Christoph von Hammerstein (1624–1687). Der Orden bestand ursprünglich aus fünfzig Adeligen und dem dänischen König als Ordensherrn. König Friedrich VI. wandelte den Orden 1808 in einen Verdienstorden nach Vorbild der Ehrenlegion mit vier Ordensklassen um. Er kann seitdem jedem Bürger unabhängig von seinem Stand verliehen werden.

## Ordensklassen

Trageweise von Ritter bis Großkreuz (v. l. n. r.)

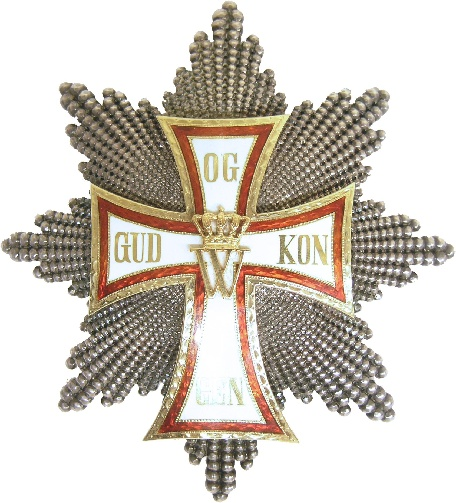
Stern zum Großkreuz

Seit 1952 hat der Orden drei Klassen, die sich in sechs Grade aufteilen:
- Erste Klasse
  - Großkommandeur (Sonderstufe des Großkreuzes, beschränkt auf männliche und weibliche Ordensträger dynastischer Herkunft)
  -  Großkreuz
- Zweite Klasse
  -  Kommandeur 1. Grades (seit 1846)
  -  Kommandeur
- Dritte Klasse
  -  Ritter 1. Grades (seit 1952)
  -  Ritter

Der ursprüngliche Dannebrogorden bestand nur aus der Klasse der Ritter. Mit der Neuorganisation 1808 wurde der Orden in die Klassen Großkommandeur, Großkreuz, Kommandeur und Ritter eingeteilt. König Christian VIII. erklärte 1842 die Klasse der Großkommandeure zur Sonderstufe für Souveräne und nahm sie aus der Klassenzählung heraus, womit er die Zahl der Klassen auf drei reduzierte. 

## Ordensdekoration
Das Ordenszeichen besteht aus einem langen, weiß emaillierten Kreuz, das von einem breiten roten, goldgesäumten Rand eingefasst ist. In der Mitte befindet sich das überkrönte C (Christian V.) und über die Kreuzarme verteilt die Ordensdevise Gud og Kongen (Gott und der König). Auf der Rückseite steht das überkrönte W des sagenhaften Stifters Waldemar II. und auf den Kreuzarmen erscheinen die denkwürdigsten Jahreszahlen der Geschichte des Ordens 1219 (sagenhafte Stiftung), 1671 (Erneuerung), 1693 (erste Statuten) und 1808 (Aufteilung in mehrere Klassen). In den Kreuzwinkeln befinden sich gegen die Mitte des Kreuzes gerichtete goldene Kronen.
Das Kreuz, das am weißen, rotgeränderten Bande getragen wird, hängt an einer goldenen Krone. Zwischen Krone und dem Kreuz steht die Chiffre des jeweils verleihenden dänischen Souveräns.

## Ehrenzeichen

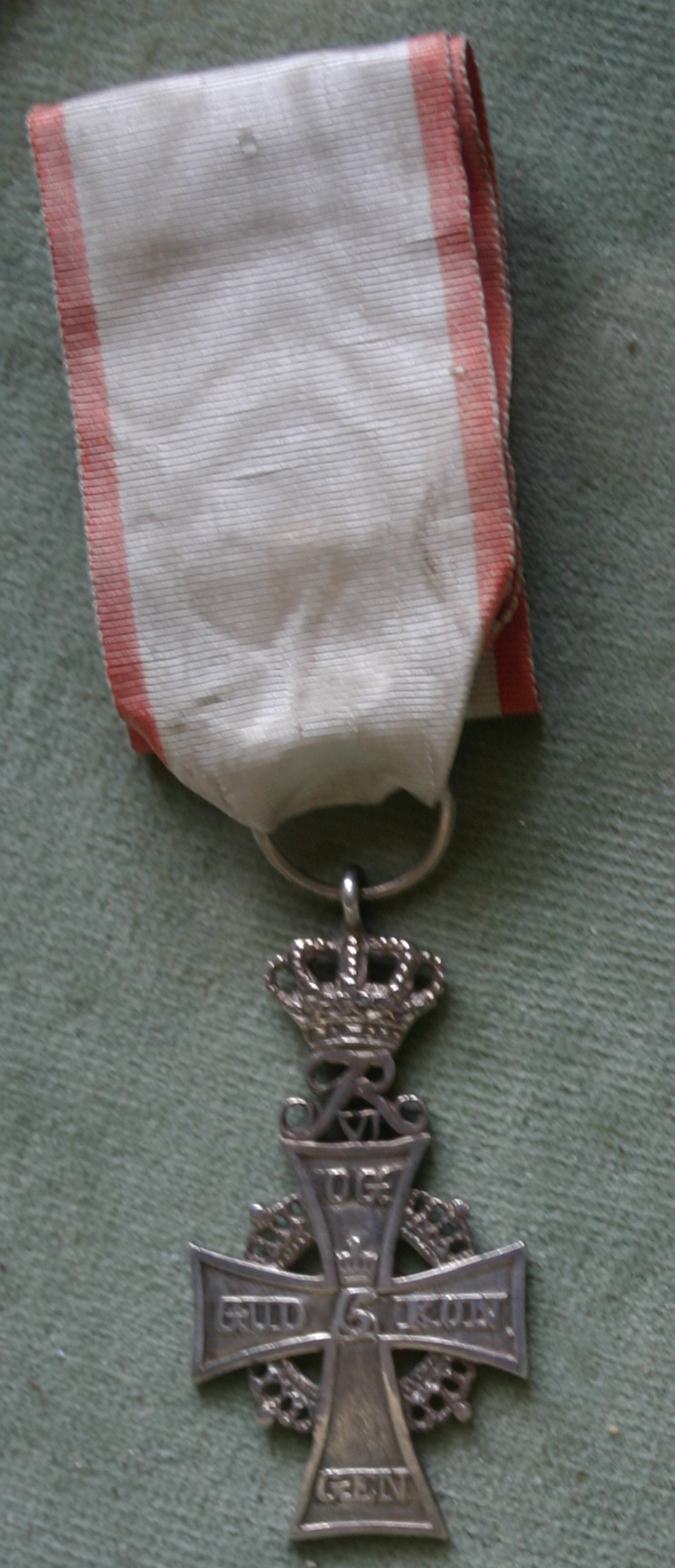
Dannebrogsmændenes Hæderstegn aus der Zeit von Friedrich VI.

Im Anschluss an den Dannebrogorden stiftete Friedrich VI. mit Erlass vom 28. Juni 1808 das Dannebrog-Kreuz in Silber. Die Personen, die damit ausgezeichnet werden, werden Dannebrogsmænd („Dannebrogmänner“) genannt. Das Kreuz wurde „Ehrenzeichen der Dannebrogsmänner“ (Dannebrogsmændenes hæderstegn; Namenszusatz: DM) bezeichnet und heißt seit dem 21. März 1952 als „Ehrenzeichen des Dannebrogordens“ (Dannebrogordenens Hæderstegn; Namenszusatz: D.Ht.). Es ist eine Auszeichnung für Inhaber des Dannebrogordens mit besonderen Verdiensten. Mit Anordnung vom 28. Januar 1809 kann dieses Ehrenzeichen jedem verliehen werden, der ved klog og redelig Stræben for Brødres Vel og ved ædel Daad i en engere Kreds har gavnet Fædrelandet („der mit klugem und redlichem Streben für das Wohl der Mitbrüder und mit edler Tat im engeren Kreis dem Vaterland genützt hat“). Das Kreuz ganz aus Silber hat die gleichen Inschriften wie das Ritterkreuz und wird wie dieses am linken Rockaufschlag getragen. Es war von vornherein allen Untertanen aller Stände zugänglich und ist für die Personen, die den Dannebrogorden bereits erhalten haben, eine weitere Auszeichnung. In Einzelfällen wurde es auch ausländischen Personen verliehen, zum Beispiel dem norwegischen Bischof von Bergen Johan Nordahl Brun, dem Arzt Johann Schnitzler (Vater von Arthur Schnitzler) und der Generaldirektorin der Kunstsammlung Chemnitz, Ingrid Mössinger. Die Träger hatten früher auch Anspruch auf eine Unterstützung aus der Pensionskasse des Ordens.

## Galerie

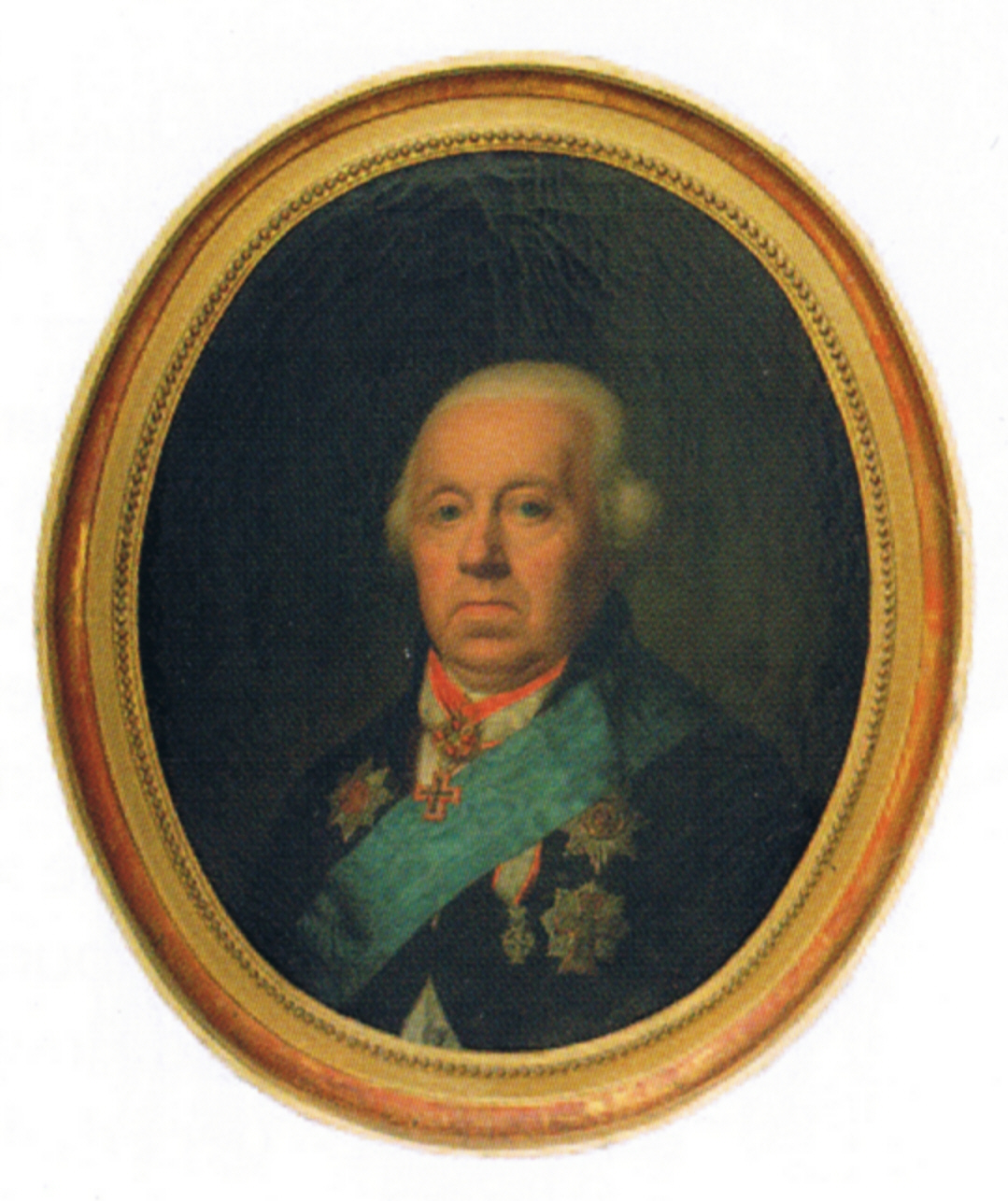
Josias von Qualen, Träger des Elefanten-Ordens, des Dannebrogordens und des St.-Annen-Ordens.
Jakob Georg Christian Adler mit Großkreuz des Dannebrogordens (Bruststern und Kreuz) und Ehrenzeichen der Dannebrogmänner
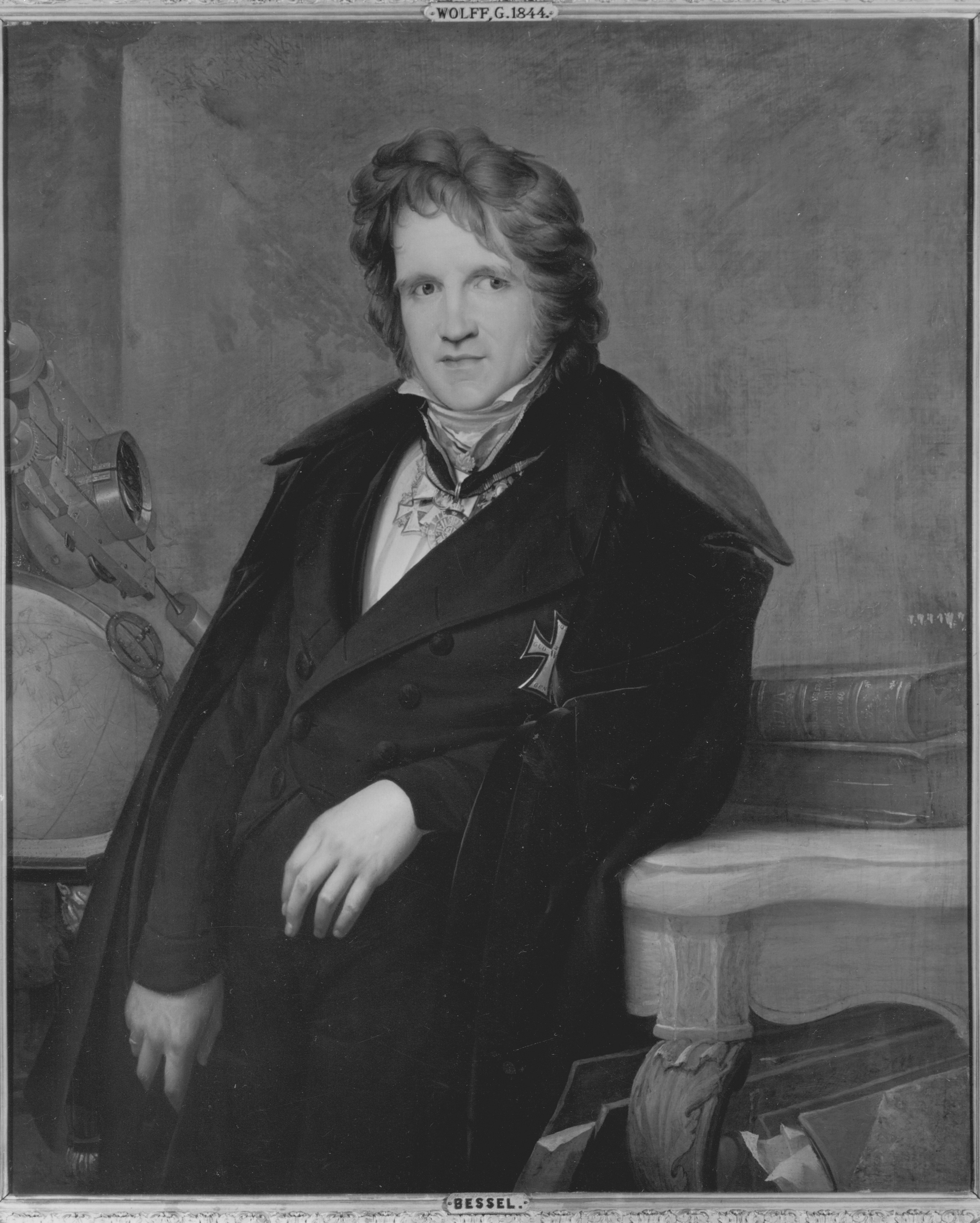
Der deutsche Astronom Friedrich Wilhelm Bessel mit dem Dannebrogorden in einem Gemälde von Johann Eduard Wolff.
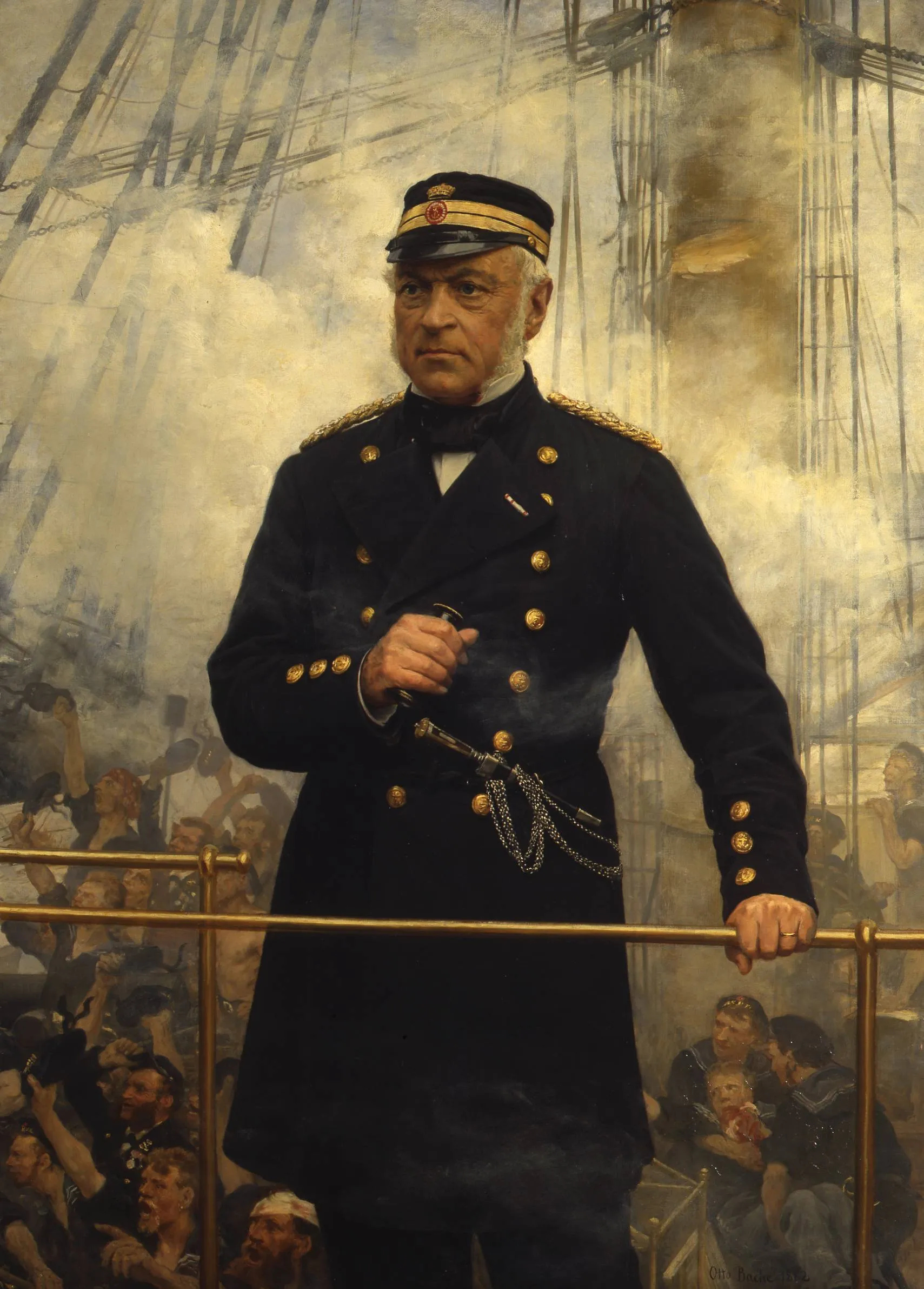
Vizeadmiral Edouard Suenson, Großkreuz des Dannebrogordens und Kreuz der Dannebrogmänner
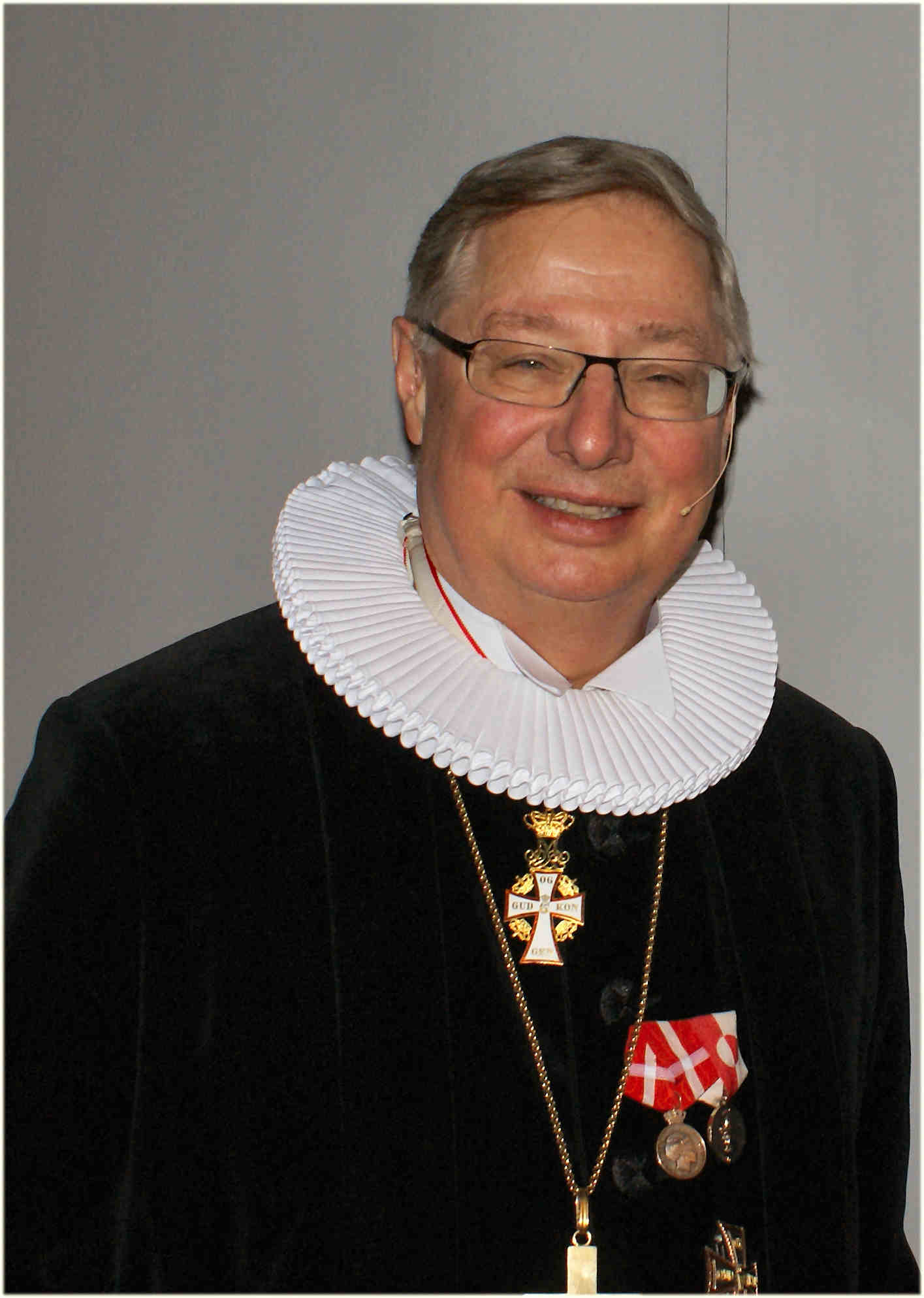
Erik Norman Svendsen, Bischof des Bistums Kopenhagen mit Dannebrogorden
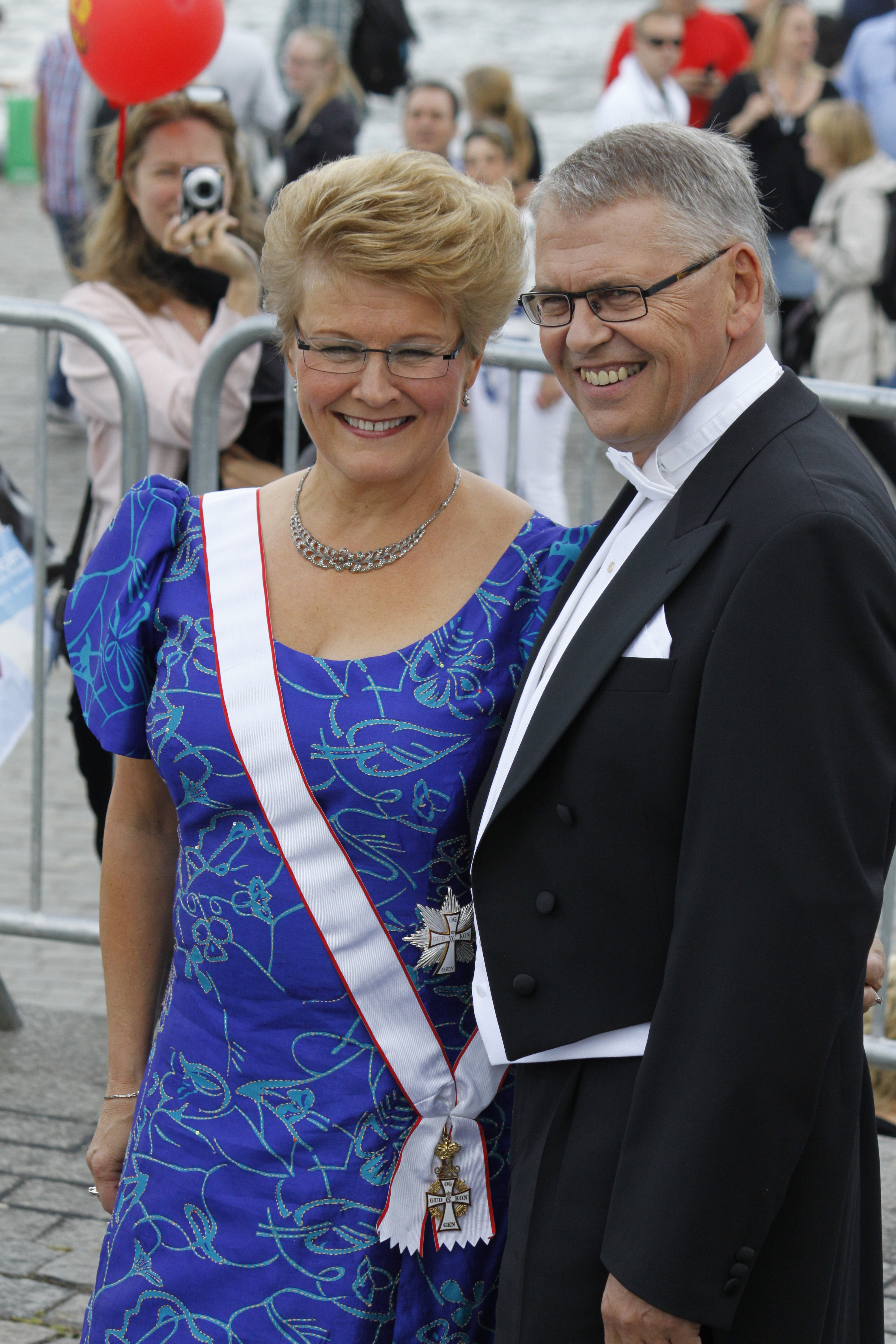
Die schwedische Politikerin Maud Olofsson (2010)